# 쑤유펑
소유붕(蘇有朋, 1973년 9월 11일 ~ )은 타이완의 배우 및 가수로, 소호대의 일원이며 대만 4소천황(소유붕, 카네시로 타케시, 임지령, 오기륭)중에 한 명이다.
1973년 중추절에 태어난 그는 15살에 대만 TV 방송국이 주최한 한 경연대회에 참가했다가 뽑혀 小虎隊(소호대: the Little Tigers group)의 멤버가 되었다.
소호대는 [청춘쟁패전]이란 프로그램에 보조로만 출연하다가 1집 앨범인 [청빈과낙원]으로 본격적인 활동을 하였다. 그 이후 대만에서 아이돌로 엄청난 인기를 얻었다. 그룹에서 가장 어렸던 소유붕은 [乖乖虎]라 불리며 [乖(똑똑하고)] [乖(착한)]이미지로 완벽하고 모범적인 연예인으로 여겨졌다. 대만 국립대학교(대만대학1위,한국에서의 서울대와 동일)기계학과(당시 인기있던과)에 들어갈 만큼 수재였다. 학교생활을 하면서 적성이 아니었기에 경영학과로의 전과를 생각했고 그쪽 학점을 많이 취득했지만 전과를 할 수 없는 상황이 되자 자퇴하게 되었다. 너무나 모범적인 이미지였기에 인터넷에는 수많은 사람들의 지탄글이 올라왔고 언론도 그에게 호의적이지 않았다. 영국으로 유학을 가고 좌절의 시간을 보냈지만 가족을 위해, 꿈을 위해 포기하지 않았다. 대륙으로 건너가 황제의 딸에 출연하면서 더 큰 인기를 얻게 된 그는 아시아 전역에서 사랑받았다.(중국,대만,홍콩, 싱가포르, 한국 등) 2002년에는 대만 가수 최초로 만리장성에서 콘서트를 열며 명실상부한 아시아의 스타로 자리잡았다. 현재도 영화배우로서, 영화감독으로서 왕성한 활동 중이다.

## Profile
◎ 이름: 蘇有朋 Su You Peng(Mandarin), So Yau Pang(Cantonese)
◎ 별명 : 小乖 Little Good Tiger(어렸을 때는 阿朋)
◎ 별자리 : 처녀자리
◎ 태어난 곳 : 대만 대북시
◎ 가족사항 : 부모님, 남동생 1명
◎ 키 : 172cm
◎ 몸무게 : 59kg
◎ 혈액형 : B형

## 배우 활동
The works of Alec(소유붕 출연 작품)
★Drama
母雞帶小鴨(모계대소압) (1991年) - 미출시, 阿朋('아붕'역)
連環泡短劇(연환포단극) <乞丐王子(걸개왕자) > (1992年), 乞丐和王子('걸개왕자'역)
連環泡短劇(연환포단극) <黃飛鴻笑傳(황비홍소전)> (1993年 7月), 牙擦蘇('아찰소'역)
唐伯虎點秋香(당백호점추향) (1993년 8월), 唐伯虎('당백호'역)
綜藝節目(종예절목) <大家開奬(대가개장)>(1995년 12월)
中視偶像劇場(중시우상극장)(1996년 11月 5日), 蘇建雄('소건웅'역)
還珠格格 I(환주격격 1)(1997年 7月) - 국내 itv 방영, 五阿哥永琪(오왕자 '영기'역)
一品夫人芝麻官(일품부인지마관) (1997年 12月) - 미출시, 洪阿勝('홍아승'역)
市袋和尙(시대화상)(1998年 1月) - 미출시(소유붕은 2회정도 분량만 출연)
老房有喜(노방유희)(부제: 表妹吉祥(표매길상), 1998年) - 국내 itv 방영, 蘇小鵬'소소붕' 역)
還珠格格 II(환주격격 2)(1998年 9月) - 국내 itv 방영, 五阿哥永琪(오왕자 '영기'역)
絶代雙嬌(절대쌍교)(1999年 5月) - 국내 무협tv 방영, 花無缺('화무결'역)
情深深雨濛濛(정심심우몽몽) (2000年 4月 - 9月) - 국내 itv 방영, 杜飛('두비'역)
相約靑春(상약청춘)(2001年) - 미출시, 敬濤('경도'역)
少年張三豐(소년장삼풍) (2002年) - 미출시, 易天行('역천행'역), 특별출연
絶世雙嬌(절세쌍교) (2002年 4月) - 미출시, 風無缺('풍무결'역), 우정출연
拍案驚奇(박안경기) (2002年 6月) - 국내 무협tv 방영, 杭鐵生('항철생'역)
倚天屠龍記(의천도룡기)(2002年) - 국내 무협tv 방영, 張無忌('장무기'역)와 張翠山('장취산'역) 1인 2역
麻辣高校生(마랄고교생)(2002年 12月 20日) - 미출시, 趙友朋 老師('조우붕선생님'역) 1회 까메오 출연
心動列車(심동열차) <南向北向的列車 (남향북향적열차)> (2003年 7月) - 국내 haotv 방영, 阿晃('아황'역)
情定愛琴海(정정애금해) (2004年 4月 28日) - 국내 itv 방영, 陸恩祈('육은기'역)
楊門虎將(양문호장) (2004年 11月 1日) - 국내 abotv 방영, 楊四郎('양4랑'역)
魔術奇緣(마술기연) (2005年) - 국내 MBC MOVIES 방영, 吳俊安('오준안'역)
刁蠻公主(조만공주) (2005年 12月) - 국내 중화tv 방영, 朱允('주윤'역)
將計就計(장계취계) (2006年) - 미출시, 庄若龍('장약룡'역)
热爱(열애) (2009年 4月) - 미출시, 蘇明涛('소명도'역)

★Movie
游俠兒(유협아) (1990年) - 국내 비디오 출시(유협아), 小乖('소괴'역)
號角響起(호각향기) (1995年 2月) - 국내 비디오 출시(호각향기), 羅志堅('나지견'역)
泡妞專家(포뉴전가) (1996年 4月) - 국내 비디오 출시(카네시로 타케시의 플레이보이), 小培('소배'역)
情色(정색) (1996年 6月) - 미출시, 老五蔡悟('노오'역)
小倩(소천) (1997年) - 국내 비디오 출시 (애니메이션으로 소유붕 더빙참여 - '십방'역)
紅娘(홍랑) (1998年) - 미출시, 張生('장생'역)
白棉花(백면화) (1999年 9月) - 미출시, 馬成功('마성공'역)
大贏家(대영가) (1999年 12月) - 미출시, 施笙紫('시생자'역)
初戀的故事(초련적고사) (2001年 - 미출시, 玉海('옥해'), 우정출연
手足情深(수족정심) (2002年 9月) - 미출시, 阿聰('아총'역)
爺爺的家(할아버지 집) (2004年 5月) - 미출시, 林志嘉('임지가'역)
塔克拉马干(타클라마칸) (2006年 5月) - 미출시, 成成('성성'역)
爱情呼叫转移2：爱情左右 (애정좌우) (2008年 11月)- 미출시, 까메오출연
爱到底 (애도저) (2009年 2月) - 미출시, 까메오출연
四个丘比特 (4큐피드) (2010年 4月 9日 중국개봉) - 미출시, 齐柏霖 ('제백림'역)
寻找刘三姐(류삼저를 찾아서) (2010年 4月 30日 중국개봉) - 미출시, 韦文德 ('위문덕'역)
風聲 (풍성)(2009年 10月16日 제14회 부산국제영화제 폐막작) - 白小年 ("백소년"역)
少年星海(소년성해) (2010年 - 중국개봉) - 미출시, 肖友梅 ('소우매' 역) , 특별출연
孤岛秘密战(고도비밀전) (2010年 - 중국개봉) - 미출시, 일본통역관 역, 어린이영화 까메오출연
新康定情歌(신강정정가) (2010年 - 중국개봉) - 미출시, 李苏杰("이소걸"역)
密室之不可告人(밀실지불가고인)(2010年 10月 29日 중국개봉) - 미출시, 柳飞云 (추리소설가"류비운" 역)
密室之不可靠岸 (일명 密室2)(2011年 10月 27日 중국개봉) - 미출시, 柳飞云 (추리소설가"류비운" 역)
铜雀台(동작대)(2012年 9月 26日 중국개봉 // 10月11日 한국개봉 -'조조-황제의반란') - 汉献帝('한무제' 역)
甜蜜殺機, Sweet Alibis(달콤살벌한 알리바이)(2013) - 미출시, 베테랑 형사 "츠이"역
四大名捕3(사대명포3)(2014年 8月 28日 중국개봉 ) - 미출시, 황제
★Play
菊花香(국화향: 原著 한국소설 국화꽃향기) (2006年 6月) -上海 美琪大戲院 공연, 金承宇('김승우'역)
영화 左耳 감독(2014~)

### 수상내역
2010 마카오 국제 영화제 최우수 남우주연상
2010 제30회 중국영화백화장 최고남자조연상
2004 동남음악 내륙 인기가수상
2003 동남음악 최고 공익가수상
2003 CCTV 최고 인기 10대 가수상
2002 제2회 인기상대전 최고인기가수상 은상
2001 싱가폴 10대 금곡상